# Avraham Fried
Pour les articles homonymes, voir Fried.
Abraham Shabbsaï HaCohen Friedman, plus connu sous le nom d'Avraham Fried (22 mars 1959, New York-) est un chanteur juif américain connu dans le milieu hassidique. Il appartient au Mouvement Loubavitch.
Son répertoire inclut des compositions modernes, par exemple celles du prolifique Yossi Green, que des Nigounim du répertoire traditionnel Chabad. Son style, traditionnel, intègre des éléments modernes comme la pop, le rock et le jazz, qu'il combine aux poèmes et mélodies juives,,,.
Il vit à Crown Heights, l'un des centres mondiaux du mouvement Habad Loubavitch
C'est l'oncle du chanteur Benny Friedman.

## Discographie
- No Jew Will Be Left Behind (1981)
- The Time Is Now (1982)
- Forever One (1983)
- Goodbye Golus (1985)
- Melavah Malka with Avraham Fried (1986)
- Around the Year Volume 2 (1987)
- We Are Ready (1988)
- Around the Year Volume 3 (1989)
- Aderaba (1990)
- The Good Old Days (1990)
- All the Best (1991)
- Yiddish Gems Volume 1 (1992)
- Hebrew Gems Volume 1 (1992)
- Shtar Hatna'im (1994)
- Yiddish Gems Volume 2 (1994)
- Hebrew Gems Volume 2 (1994)
- Bracha V'Hatzlacha (1995)
- Im Eshkachaich Yerushalayim (1996)
- Hupp Cossack (1996)
- Chazak (1997)
- The Baal Shem Tov's Song (1998)
- My Fellow Jew (2001)
- Avraham Fried Live! (2001)
- Aleh Katan/Little Leaf (Single)(2002)
- Avinu Malkeinu (2002)
- Ani Choshev Aleichem (Single) (2005)
- Ben Kach uBen Kach (2006)
- Greatests Hits  (2006)
- Rak tfila (single) (2008)
- Yankel yankel (2009)
- Ki Hirbaisa (Single) (2010)
- Kinor (Single) (2010)
- Keep climbing (2012)
- Ah Mechayeh ! (2013)
- Bring The House Down (2016)
- Pikudei Hashem - Single Cover (2018)
- Aba - Single Cover (2019)]
- OtoToh (2020)